# Sparbach (Gemeinde Vitis)

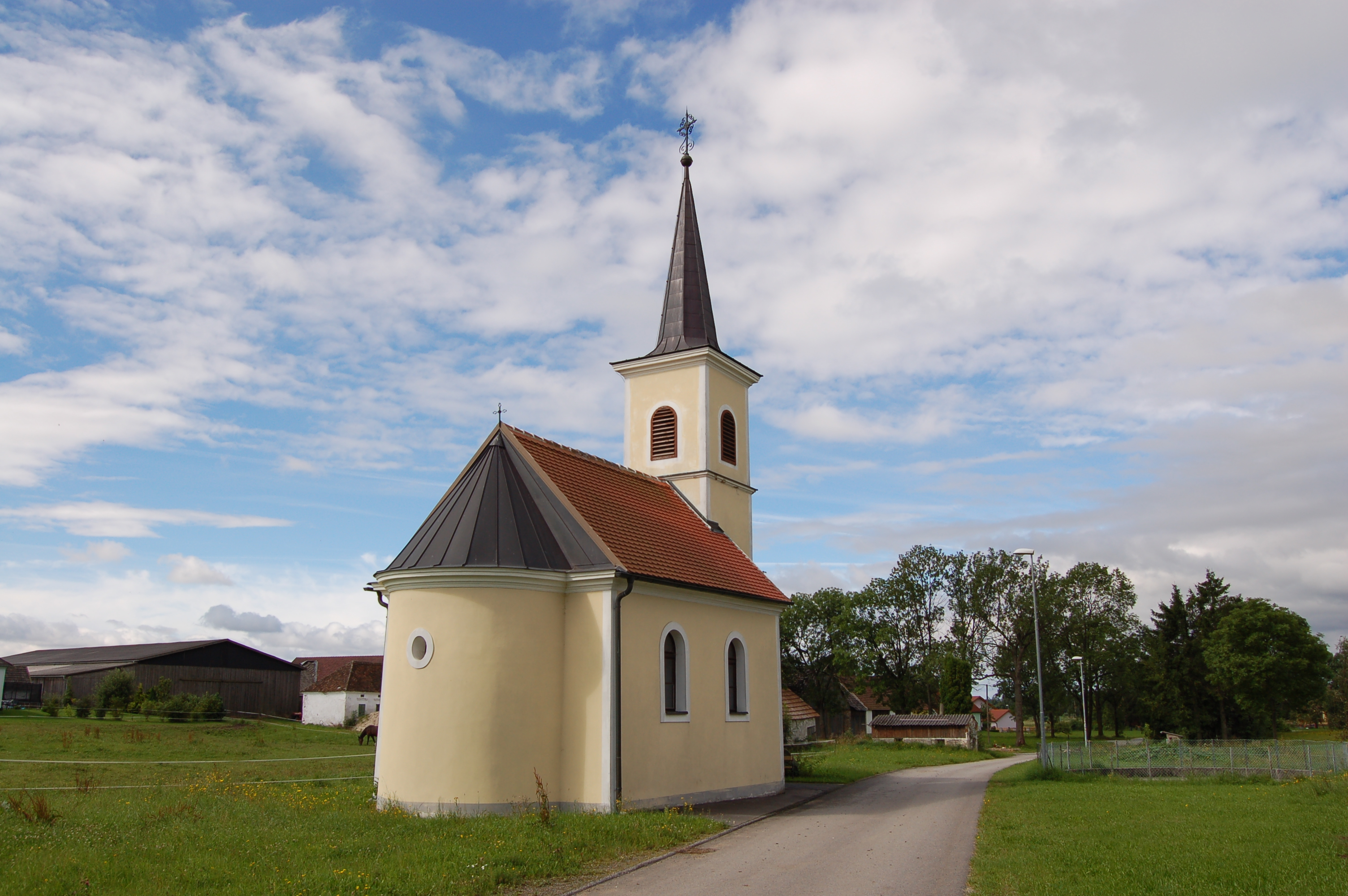
Kapelle Sparbach

Sparbach ist eine Katastralgemeinde und ein Ort in der Marktgemeinde Vitis, Bezirk Waidhofen an der Thaya in Österreich. Am 1. Jänner 2024 verfügte der Ort über eine Bevölkerung von 86 Personen.

## Geografie
Die Katastralgemeinde Sparbach liegt im Südosten des Gemeindegebietes von Vitis und grenzt im Süden an die Gemeinde und Katastralgemeinde Echsenbach, im Osten an die Gemeinde Schwarzenau (Katastralgemeinden Schwarzenau und Modlisch) und im Norden an die Gemeinde Windigsteig (Katastralgemeinde Kleinreichenbach). Zudem verfügt die Katastralgemeinde Sparbach über Grenzen zu den Vitiser Katastralgemeinden Vitis (mit den Ortschaften Schacherdorf und Schoberdorf) im Westen und Kaltenbach im Südwesten. 
Die Katastralgemeinde Sparbach reicht im Norden bis an den Schacherwald heran und erstreckt sich im Südwesten bis zur Deutschen Thaya. Im nördlichen Bereich wird die Katastralgemeinde von der Waldviertler Straße (B 2) durchschnitten, wobei sich südlich der Bundesstraße die Ortschaft Sparbach befindet. Bei der Ortschaft Sparbach handelt es sich um ein linsenförmiges Angerdorf, das sich ausgehend von der Waldviertler Straße nach Südwesten erstreckt. Zudem gehören einige Gebäude nahe der Thaya zu Sparbach, namentlich die Lagen Glockmühle und Kainzmühle.

## Geschichte
Der Ortsname Sparbach ist urkundlich erstmals durch ein Dokument aus dem Jahr 1376 belegt, in dem der Verkauf eines Zehents zu Sparbach durch Peter Ohaim an den Wolfahrt Strein zu Schwarzenau beurkundet wurde. Der Name Sparbach wird dabei auf das gehäufte Vorkommen von Sperbern an einem Bach zurückgeführt.
Sparbach gehörte ursprünglich mit der Grund-, Dorf- und Landgerichtsobrigkeit zur Herrschaft Schwarzenau. Er bestand 1633 aus 17 Lehenshäusern und 11 Hofstätten, zudem gehörten die „Rambhartsmüll“ und die „Klokhen-Müll“ zu Sparbach. Der Ort war bis 1759 in der Pfarre Großhaselbach eingepfarrt und wurde erst danach nach Vitis ausgepfarrt. Drei Jahre zuvor, im Jahr 1756, war die Kapelle in Sparbach errichtet worden, die Wegkapelle an der Bundesstraße stammt aus dem 19. Jahrhundert.
Die Anzahl der Häuser in Sparbach veränderte sich über Jahrhunderte kaum. Bestanden in Sparbach im Jahr 1590/91 29 Häuser, so war ihre Anzahl bis 1900 nur auf 31 Häuser gestiegen. Erst danach wuchs Sparbach stärker. 1951 gab es 36 Häuser, im Jahr 2000 bestand der Ort aus 42 Häusern. Gleichzeitig mit dem Wachstum der Häuser sank die Bevölkerung jedoch massiv ab. Hatten zuvor lange Zeit rund 200 Menschen in Sparbach gelebt, so reduzierte sich die Bevölkerung bis zum Jahr 2001 auf 99 Menschen.
1928 verfügte Sparbach noch über zwei Mühlen an der Thaya, einen Schmied, eine Gemischtwarenhandlung, einen Zementwarenerzeuger und ein Gasthaus. Große Teile dieser ursprünglichen Infrastruktur sind jedoch mittlerweile verschwunden. Im politischen Bereich dominiert die Österreichische Volkspartei (ÖVP) analog zur Gemeindeebene die Wahlergebnisse. So erreichte die ÖVP im Wahlsprengel Sparbach bei der Gemeinderatswahl 2010 78 % (Gemeindeergebnis: 70 %) und die Sozialdemokratische Partei Österreichs (SPÖ) 22,0 % (Gemeindeergebnis: 30 %).

## Bauwerke

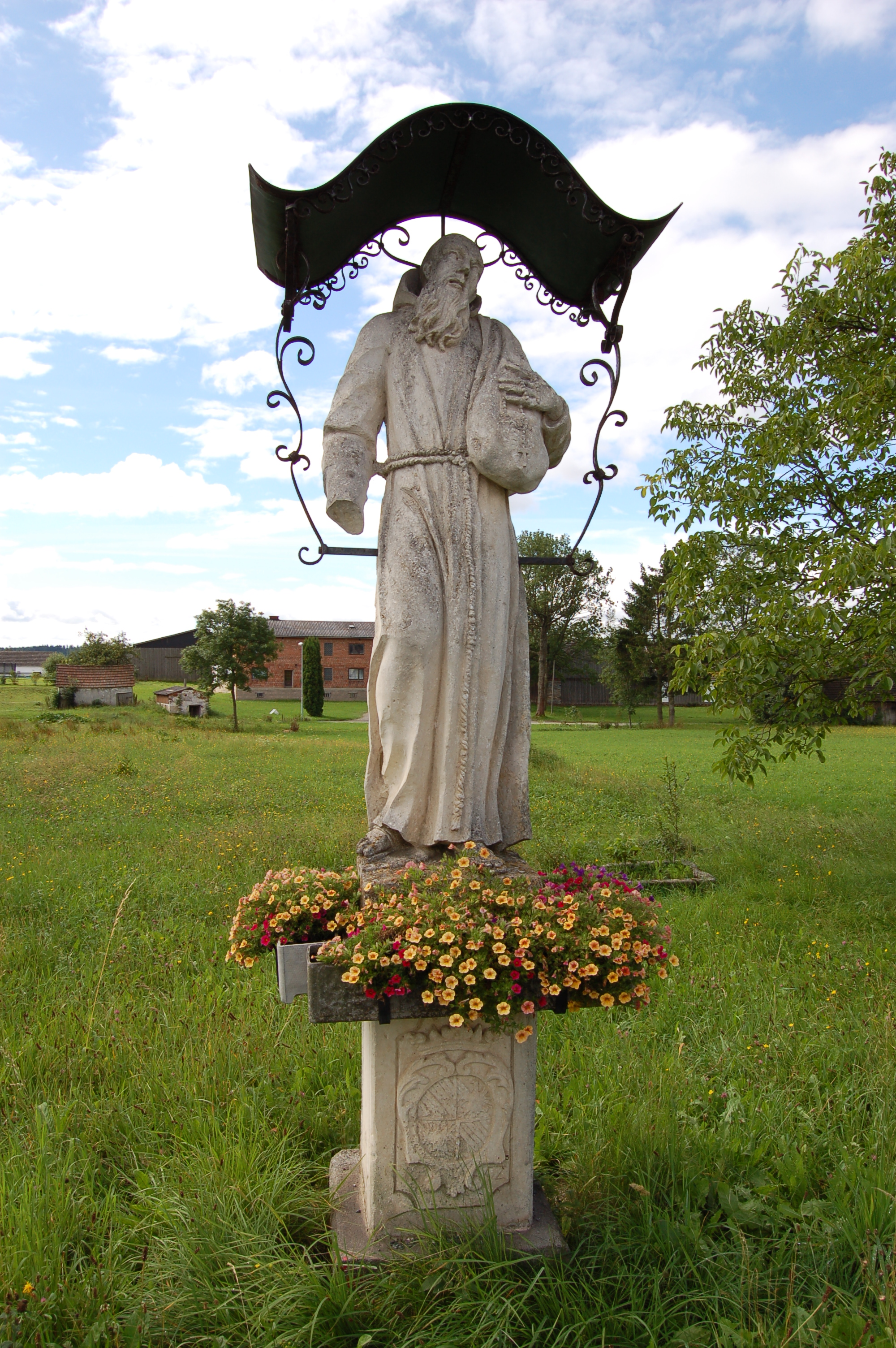
Statue des heiligen Felix von Cantalice

Der Ort Sparbach setzt sich vor allem aus Drei- und Vierseithöfen zusammen, die über überwiegend schlichte Putzfassaden aus dem 19. Jahrhundert verfügen. Die Kapelle von Sparbach wurde nach 1909 errichtet und stellt einen historistischen, faschengegliederten Bau mit eingezogener Halbkreisapsis dar. Die Längswände der Kapelle sind von Rundbogenfenstern durchbrochen, zudem verfügt die Kapelle über einen vorgestellten Turm mit einem Pyramidendach. Die Decke im Inneren wurde als Spitztonnengewölbe ausgeführt, das Altarretabel trägt die Bezeichnung 1926 AE. Zudem verfügt der Altar über figurale Darstellungen des heiligen Josef und des heiligen Leonhard. Neben der Kapelle bestehen mit einer Statue des heiligen Felix von Cantalice (1751) und einer übergiebelten Wegkapelle an der Bundesstraße aus dem 19. Jahrhundert weitere sakrale Kunstwerke.